# Sorbets (Landes)
Sorbets é uma comuna francesa na região administrativa da Nova Aquitânia, no departamento Landes. Estende-se por uma área de 11,93 km². Em 2010 a comuna tinha 205 habitantes (densidade: 17,2 hab./km²).